# Comuna Hrincenkove, Ohtîrka
Hrincenkove (în ucraineană Грінченкове) este o comună în raionul Ohtîrka, regiunea Sumî, Ucraina, formată din satele Hrincenkove (reședința), Hrunka, Peatkîne, Pioner, Rozsohuvate și Vsadkî.

## Demografie
Componența lingvistică a comunei Hrincenkove
     Ucraineană (95,76%)
     Rusă (1,97%)
     Belarusă (1,97%)
Conform recensământului din 2001, majoritatea populației comunei Hrincenkove era vorbitoare de ucraineană (95,76%), existând în minoritate și vorbitori de rusă (1,97%) și belarusă (1,97%).